# Joaquim Lloret i Homs
Joaquim Lloret i Homs   (Sarrià, 9 de maig de 1890 - Barcelona, 1988) va ser un constructor i arquitecte català.
Titulat el 1915, va ser el creador de la clínica Barraquer i va dissenyar diversos edificis a Barcelona durant la postguerra.
Nascut el 8 de maig de 1890 a Sarrià, fill del farmacèutic natural d'Amer Josep Lloret Vidal i de Leonor Homs i Domingo natural de Riudoms. Es va casar amb Joana Mumbrú i Miralles (*-1934). Això li va permetre relacionar-se amb destacats constructors de la vila de Sarrià, on va fer nombroses obres: entre el 1915 i el 1922 va signar una norantena de projectes.

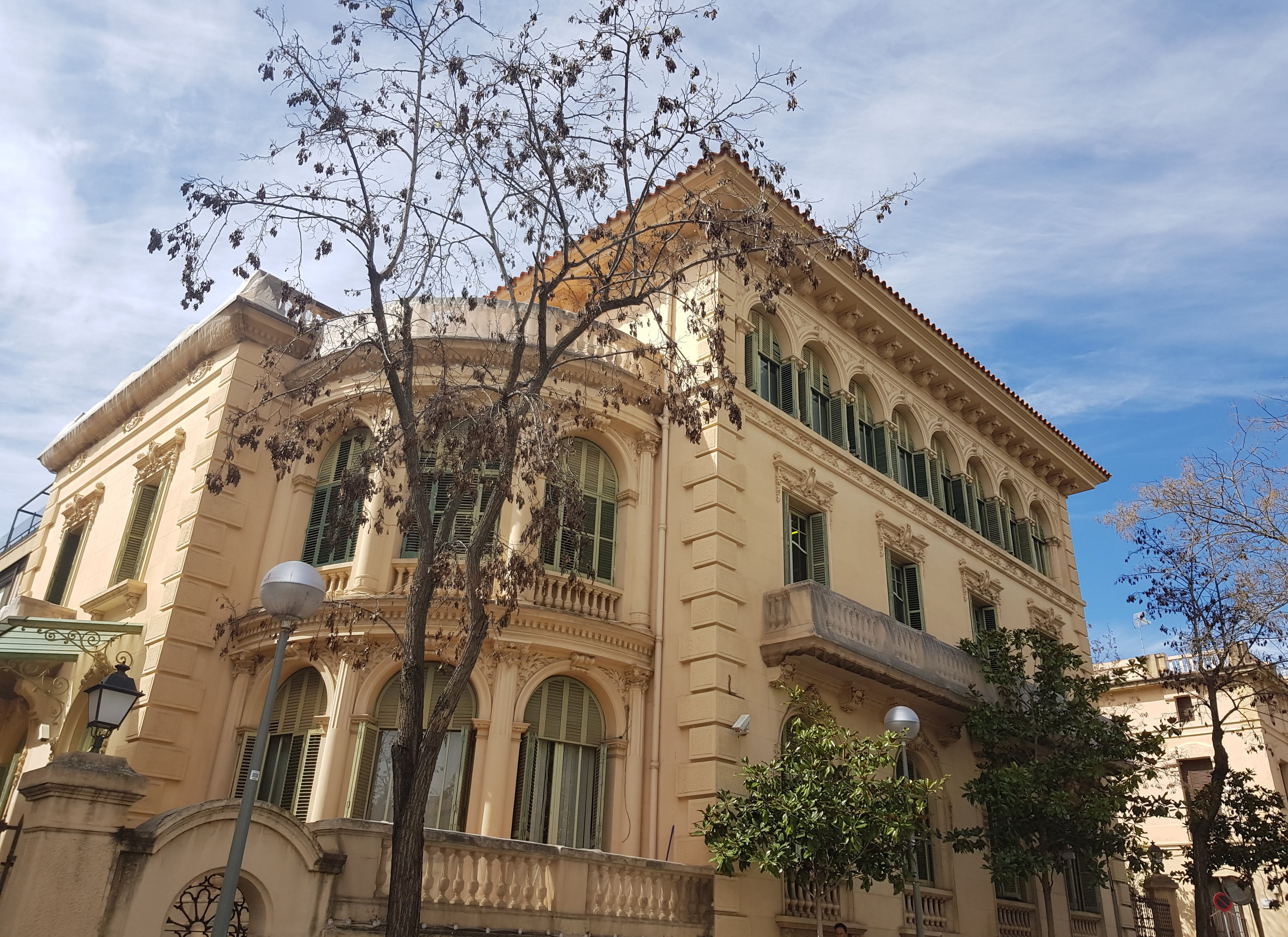
Torre San Fernando (1918), al carrer d'Iradier 9 de Barcelona
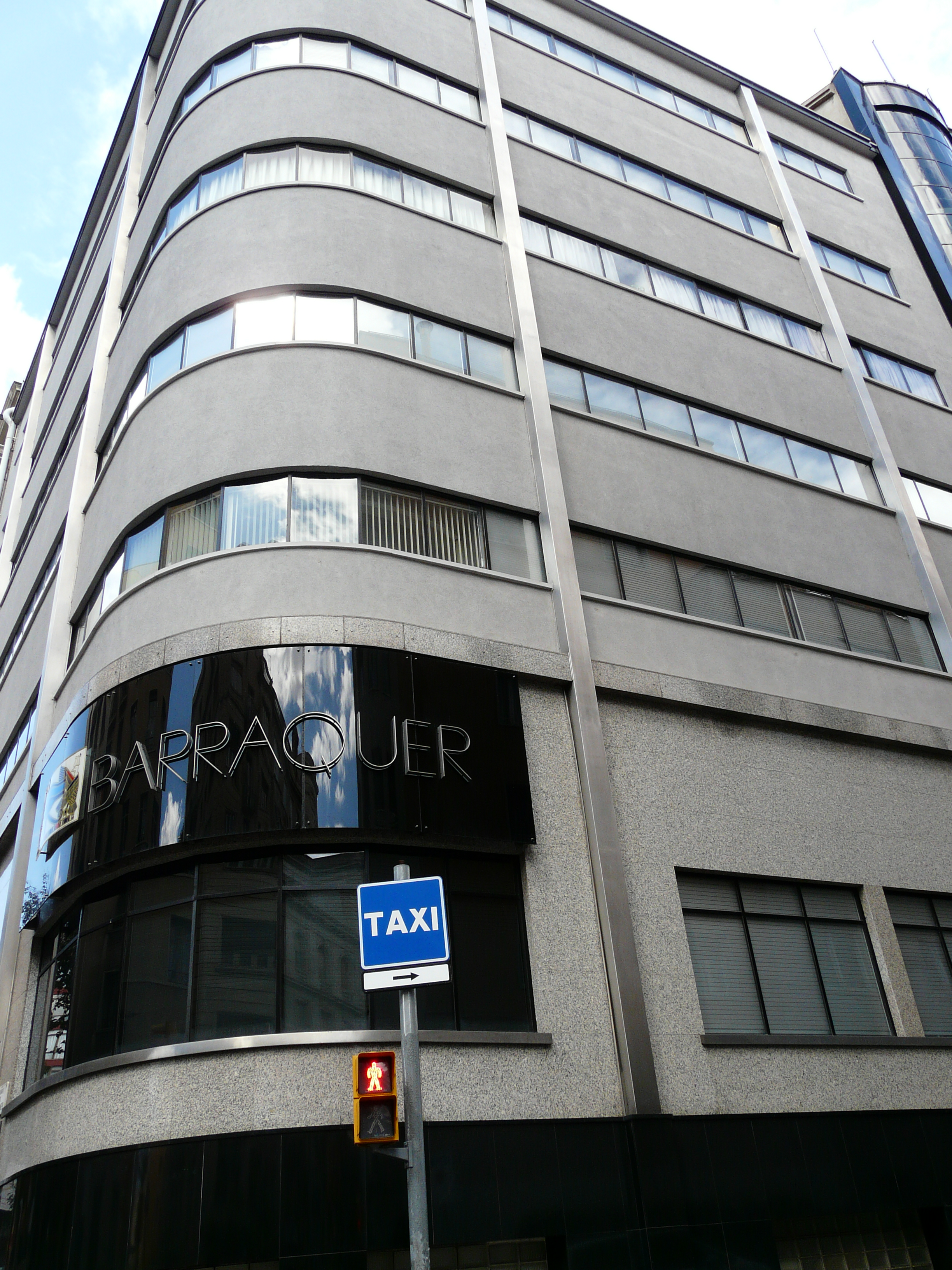
Clínica Barraquer (1940)
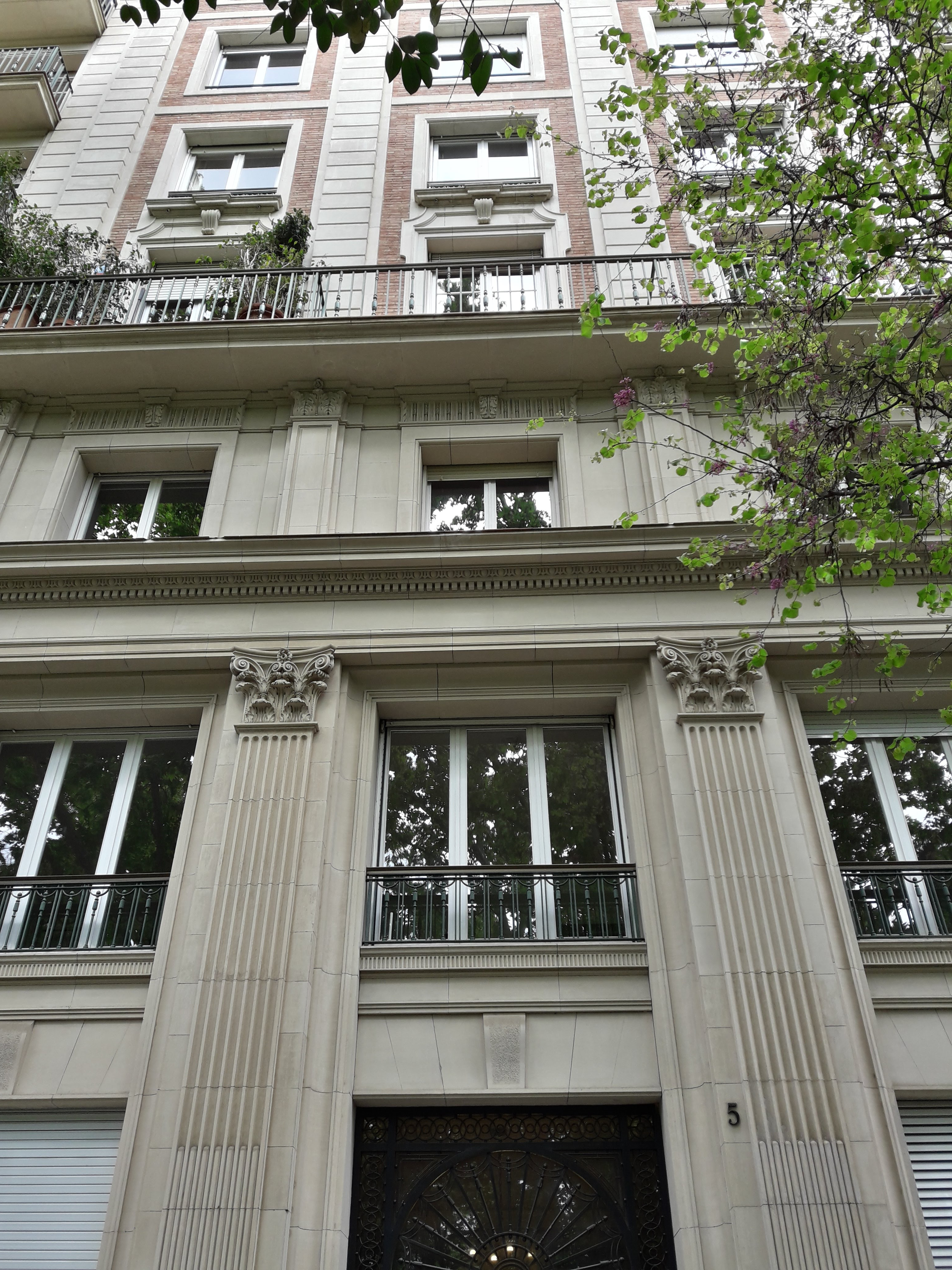
Carrer Josep Bertrand 5 (1954)